# Swedish Open 2010
Swedish Open 2010 (eller Skistar Swedish Open) spelades utomhus på grus mellan 10 och 18 juli 2010. Det var den 63:e upplagan av tävlingen och spelades på Båstad Tennisstadion.

## Mästare

### Singel
Nicolas Almagro besegrade  Robin Söderling med 7-5, 3-6, 6-2

### Dubbel
Robert Lindstedt /  Horia Tecău besegrade  Andreas Seppi /  Simone Vagnozzi med 6-4, 7-5